# Zoltán Kodály

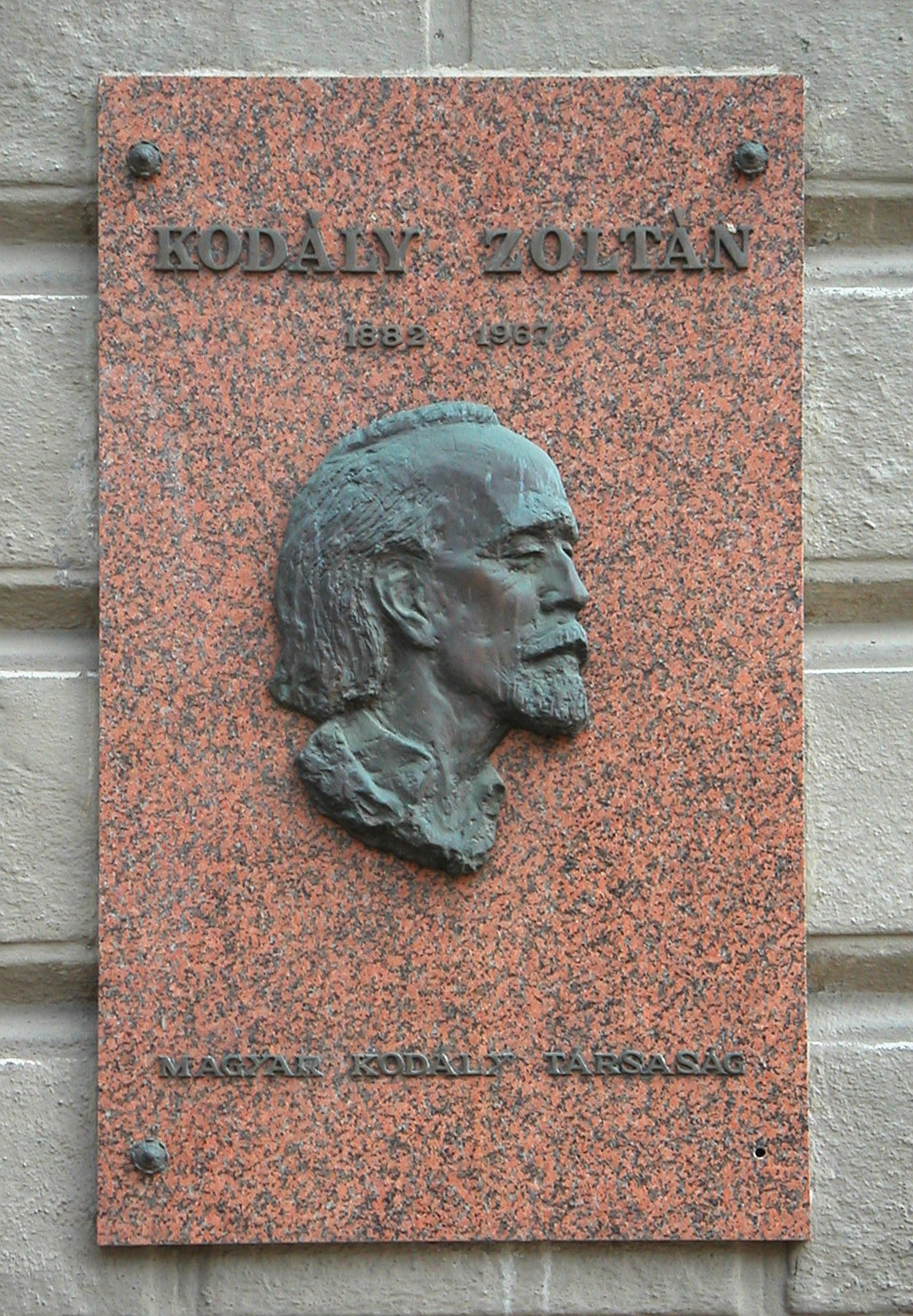
Gedenksteen in de Andrássy út in Boedapest

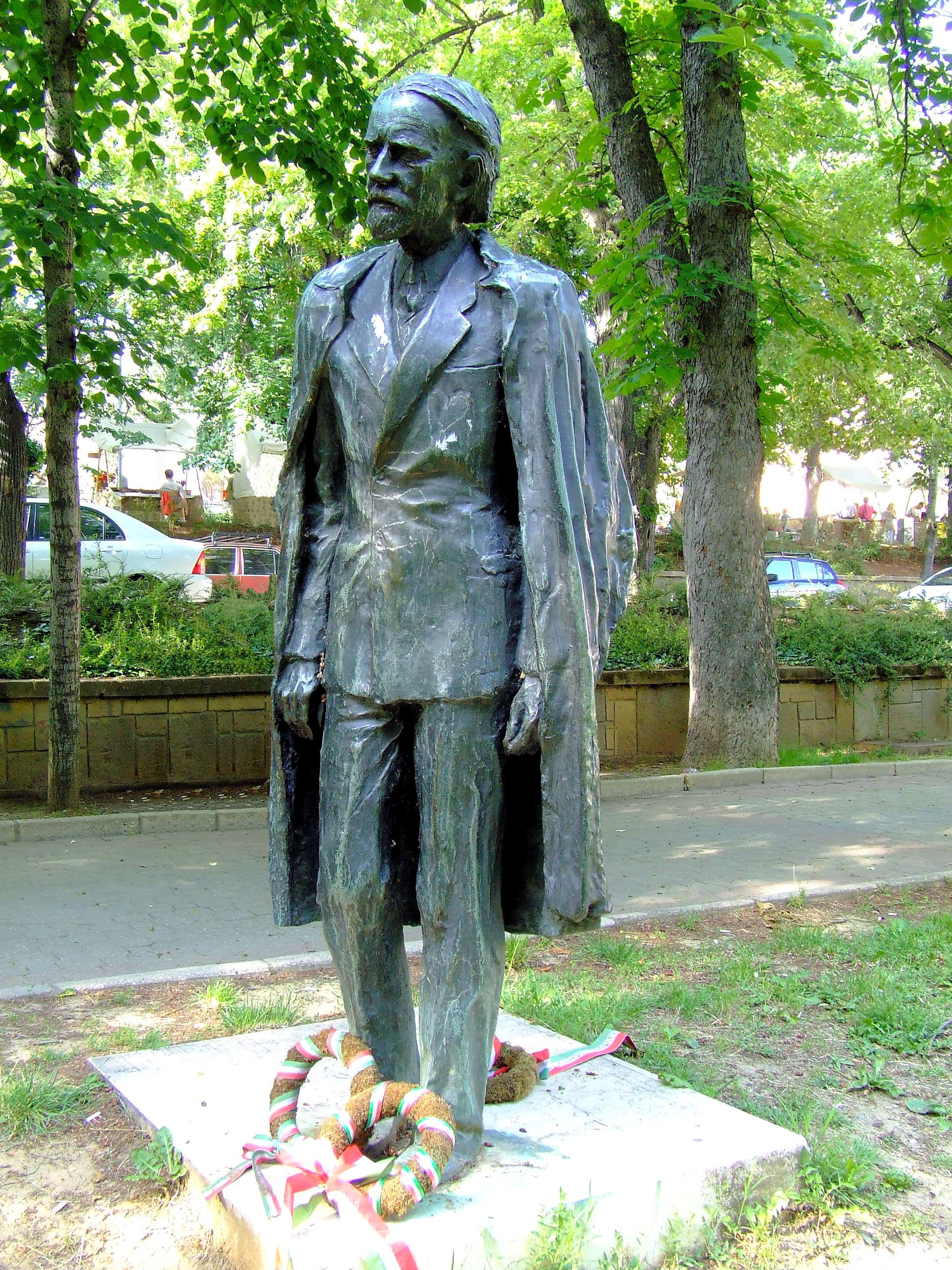
Standbeeld van Zoltán Kodály in Pécs

Zoltán Kodály ((hu)  Kodály Zoltán [ˈkodaːj ˈzoltaːn], Kecskemét, 16 december 1882 – Boedapest, 6 maart 1967) was een Hongaarse componist, etnomusicoloog en muziekpedagoog. Kodály wordt na Béla Bartók als een van de belangrijkste Hongaarse componisten gezien. In Boedapest is het Zoltán Kodály-herdenkingsmuseum aan zijn werk en leven gewijd.

## Levensloop
Kodály werd geboren in Kecskemét maar bracht het grootste deel van zijn jeugd door in Galánta (nu: Galanta) en Nagyszombat (nu Trnava). Zijn vader was een begaafd amateurmusicus die zijn zoon vioolles gaf. Zijn vader zong ook in een kerkkoor en schreef muziek zonder daarvoor een opleiding gehad te hebben. Zijn moeder was pianiste; Kodály groeide dus op in een muzikaal milieu.
Zijn eerste orkestwerkjes werden opgevoerd in zijn school. Na het gymnasium ging hij naar de Universiteit van Boedapest en de Franz Liszt Muziekacademie. Daar studeerde hij onder Hans Koessler, die ook de leraar was van Bartók en Dohnányi. Na zijn afstuderen in 1905 ontmoette hij Bartók. Onder diens invloed ging hij volksmuziek verzamelen in Galanta in de Trnava (regio), wat hij bleef doen tot 1914. De Eerste Wereldoorlog maakte hem dit werk feitelijk onmogelijk. Ook al hechtte hij groot belang aan de volksmuziek, hij had ook grote interesse in andere muziek, waarvoor hij naar Bayreuth, Salzburg, Berlijn en Parijs reisde. Hij werd in 1907 leraar muziektheorie aan de Franz Liszt Muziekacademie en nam in 1908 de compositieklas van Koessler over, wat hij deed tot 1911.
In 1933 vroeg de Hongaarse Academie voor Wetenschappen hem en Bartók om alle beschikbare Hongaarse volksmuziek te publiceren. Na het vertrek van Bartók naar Amerika, zette Kodály het werk eraan voort. Het eerste deel verscheen in 1951.
In 1942 ging Kodály met pensioen. Na de Tweede Wereldoorlog reisde hij naar Engeland, Frankrijk, Amerika en de USSR om zijn eigen composities te dirigeren. Kodály's inspanningen op het gebied van de muziekpedagogiek leidden tot de invoering van een op zijn werk gebaseerde muziekmethode in het Hongaars lager onderwijs. Deze methode ligt ook aan de basis van het hoge niveau dat Hongaarse koren sindsdien hebben bereikt.
De Nederlandse componist en muziekpedagoog Pierre van Hauwe ontwikkelde een Nederlandse methode gebaseerd op de uitgangspunten van de Kodály-methodiek, de solfège en de muzieknotatie, in combinatie met het Orff-Schulwerk, in zijn muziekmethode "Spelen met Muziek".

## Composities

### Werken voor orkest
- 1906, rev.1929-1930: - Zomeravond
- 1927: - Háry János-suite
- 1930: - Dansen van Marosszek
- 1933: - Dansen van Galanta
- 1938-1939: - Variaties op een Hongaars volkslied "Fölszállott a páva (De Pauw)"
- 1939-1940: - Concert voor orkest
- 1961: - Symfonie

### Werken voor harmonieorkest
- 1952: - Honvéd Parademars (Plechtige mars)
- - Dansen van Galanta, voor harmonieorkest bewerkt door Albert Austin Harding; Robert Mark Rogers
- - Háry János-suite, voor harmonieorkest bewerkt door Ernő Keil; Károly Doroszlai; Glenn Cliffe Bainum; Robert Clérisse
- - Hongaars Rondo, voor harmonieorkest bewerkt door Lászlo Marosi
- - Kállai kettős, voor harmonieorkest bewerkt door Ferenc Tóth
- - Úttörő induló (Pionier Mars)

### Missen en andere kerkmuziek
- 1923: - Psalmus Hungaricus, voor tenor, gemengd koor en orkest, op. 13 - tekst: Psalm 55 in een Hongaarse herdichting van Michael Vég uit Kecskemét (16e eeuw)
- 1929: - Pange lingua in Des majeur, voor gemengd koor en orgel
- 1936: - Te Deum van Budavár, voor sopraan, alt, tenor, bas, gemengd koor en orkest
- 1936: - Jézus és a kufárok (Jezus en de winkeliers), voor gemengd koor a capella
- 1938: - Hymne voor Koning St. Stephan (Ének Szent István Királyhoz), voor vrouwenkoor en orgel - ook in een versie voor gemengd koor en orgel
- 1944: - Missa brevis, voor 3 sopranen, gemengd koor en orkest
- 1945: - Aan het graf van de martelaar (Vértanúk sírján), voor gemengd koor en orkest - tekst: uit het zangboek van Bozóky (1797)
- 1959: - Psalm 114, voor gemengd koor en orgel
- 1966: - Laudes Organi, voor gemengd koor en orgel

### Muziektheater

#### Opera's
| Voltooid in           | titel                                                                  | aktes                        | première | libretto                                                          |
| --------------------- | ---------------------------------------------------------------------- | ---------------------------- | --- | ----------------------------------------------------------------- |
| 1925-1926; 1927; 1953 | Háry János - zijn avonturen van Groot-Abony tot het Weense hof, op. 15 | voorspel, 4 avonturen naspel | 16 oktober 1926, Boedapest, Hongaarse staatsopera; 2e versie: 10 januari 1928, Boedapest, Hongaarse staatsopera; 3e versie: 16 december 1953, Boedapest, Hongaarse staatsopera | Béla Paulini, Zsoltán Harsányi, naar "Az obsitos" van János Garay |
| 1924 rev.1936         | Székely fonó (De Spinkamer)                                            | 1 akte                       | 24 april 1932, Boedapest, Hongaarse staatsopera | van de componist                                                  |
| 1946-1948             | Czinka Panna balladája (Czinka Panna's ballade)                        | 3 bedrijven                  | 15 maart 1948, Boedapest, Hongaarse staatsopera | Béla Balázs                                                       |

### Vocale muziek

#### Werken voor koor
- 1937: - Aan Franz Liszt (Liszt ferenchez), voor gemengd koor a capella
- 1937: - Molnár Anna (Mooie Anna), ballade uit het gebied van de Szeklers voor gemengd koor a capella
- 1952: - Mátrai képek - Impressies vanuit het Mátra gebied, naar Hongaarse volksliederen voor gemengd koor a capella
- 1952: - Karácsonyi Pasztortánc (Kerstdans van de herders), voor vrouwenkoor met een blaasinstrument
- 1964: - De Muziekmakers

#### Liederen
- 1923: - Megkésett melódiák (Zeven liederen), voor zangstem en piano, op. 6
- 1939: - Vijf liederen, voor zangstem en piano, op. 9
- 1956: - Magyar népzene (Hongaarse volksliederen), voor zangstem en piano

### Kamermuziek
- 1898: - Romance lyrique, voor cello en piano
- 1905: - Intermezzo, voor strijktrio (viool, altviool en cello)
- 1908-1909: - Strijkkwartet nr. 1
- 1909-1910: - Sonate, voor cello en piano, op. 4
- 1914: - Duo, voor viool en cello
- 1916-1918: - Strijkkwartet nr. 2, op. 10
- 1919-1920: - Serenade, voor twee violen en altviool, op. 12

### Werken voor orgel
- 1958: - Praeludium
- - Epigrammak
- - Organoeida ad missam lectam (Csendes Mise)

### Werken voor piano
- - Gyermektancok (Kinderdansen) (voor de zwarte toetsen)
- - Hét zongoradarab (Zeven pianostukken), op. 11

### Werken voor cello
- 1915: - Sonate, voor cello solo, op. 8
- 1915: - Capriccio, voor cello solo